# Darasighatta, Channarayapatna
Darasighatta là một làng thuộc tehsil Channarayapatna, huyện Hassan, bang Karnataka, Ấn Độ.